# Alma Manaʻo
Alma Manaʻo (* 22. Juli 1994 in Woodinville, USA) ist eine amerikanisch-samoanische Fußballspielerin, die in King County, Washington lebt. Sie ist Rekordnationalspielerin des Amerikanisch-samoanischen Teams. 2018 führte Manaʻo das Nationalteam als Vize-Kapitänin in die Qualifikation für den OFC Women’s Nations Cup in Fidschi, wo das amerikanisch-samoanische Team erstmalig am Qualifikationsverfahren für den FIFA Women’s World Cup teilnahm.

## Herkunft und Ausbildung
Alma Manaʻo wurde 1994 als ältestes von vier Kindern von Larry und Siri Manaʻo in Woodinville (Washington) geboren, wo sie auch aufwuchs. Sie spielte in verschiedenen Washingtoner Jugendmannschaften, darunter dem Eastside FC, wo sie auch als Spielertrainerin tätig war. Sie spielte drei Jahre lang Fußball an der Inglemoor High School in Kenmore (Washington), war dort zwei Jahre lang Kapitänin und erhielt eine All-State Honorable Mention.
Sie begann ihr Studium 2012 an der Academy of Art University in San Francisco, von 2014 bis 2015 studierte sie am Everett Community College in Everett (Washington) und schließlich von 2017 bis 2018 am Queens College, City University of New York in Queens.

## Fußballkarriere
Manaʻo gab ihr internationales Debüt für die Frauenfußball-Nationalmannschaft von Amerikanisch-Samoa 2011 beim Frauenfußballturnier der Pacific Games in Neukaledonien, der jedoch kein OFC- oder FIFA-bezogener Wettbewerb war.
Am 16. November 2014 erzielte Alma Manaʻo im Finale der Northwestern Athletics Conference (NWAC) Championship in der 80. Minute den Siegtreffer für das Everett Community College und sicherte den Trojan Women damit den ersten Titel überhaupt. Die Everett Trojans beendeten die Saison 2014 mit 20 Siegen, zwei Unentschieden und einer Niederlage. Manaʻo spielte anschließend am CUNY Queens College und erzielte am 4. September 2017 ihr erstes Tor für die Queens Knights.
Neben Alma wurden 2018 drei weitere Mitglieder der Familie Manaʻo in den Nationalkader von Amerikanisch-Samoa berufen, ihre Schwestern Ava Manaʻo und Severina Manaʻo sowie ihre Cousine Haleigh Manaʻo. Ihr Vater Larry Manaʻo war Trainer des Teams. Von den 18 Spielerinnen von Amerikanisch-Samoa stammten 10 aus den Vereinigten Staaten und nur Alma und ihre Schwester Ava, die ebenfalls im Mittelfeld spielte, hatten Amerikanisch-Samoa zuvor schon einmal vertreten. Die in den USA geborenen Teammitglieder wie Tasha Inong von der California State Polytechnic University, Pomona waren für Amerikanisch-Samoa über die Staatsangehörigkeit der Eltern oder Großeltern spielberechtigt.
Vor dem OFC Women's Nations Cup sagte die 24-jährige Alma Manaʻo in einem Interview mit der Associated Press: „Der Fußball liegt uns im Blut. Die ganze Familie spielt, und so bin ich zum Fußball gekommen ... Wir leben alle in verschiedenen Teilen der Welt, und heute sind wir wegen des Fußballs zusammen, und ich würde sagen, es ist wahr, dass Fußball alle zusammenbringt.“
Beim OFC-Cup 2018 auf Fidschi unterlagen die Frauen von Amerikanisch-Samoa den Salomon-Inseln mit 0:2, verloren gegen Vanuatu mit 0:1 und auch gegen Fidschi mit 0:2.
Am 23. April 2022 gewann Alma Manaʻo mit den Snohomish County FC Steelheads Women das Finale der Northwest Premier League (NWPL) Indoor Championship, wobei sie selbst zwei Treffer beisteuerte.
Alma Manaʻo war auch Mitglied des Teams, das an der Qualifikation für die Olympischen Spiele 2024 teilnahm, die in Samoa stattfand. In drei Spielen kam es zu drei Niederlagen und einem Torverhältnis von 1:26, womit Amerikanisch-Samoa den vierten und letzten Platz belegte. Neuseeland gewann das Qualifikationsturnier und sicherte sich damit den ozeanischen Startplatz für die Olympischen Spiele in Paris.